# Pesch (Nettersheim)
Pesch ist ein nördlicher Ortsteil der Gemeinde Nettersheim im nordrhein-westfälischen Kreis Euskirchen in der Nordeifel.
Pesch hat 524 Einwohner (Stand: 30. Juni 2016).
Sehenswert sind die Überreste des sogenannten Heidentempels, der in römischer Zeit der Verehrung der Matronen diente.
In Pesch lebten der Maler Otto Pankok und der Schriftsteller Jakob Kneip. Nach letzterem wurde der Jakob-Kneip-Berg (438 m), sowie die Dorfstraße, die Ober- und Unterdorf miteinander verbindet, benannt.

## Geografie
Durch Pesch fließen der Quartbach und der Wespelbach.

## Verkehr
Durch den Ort verläuft die L 206. Die nächste Autobahnanschlussstelle der Bundesautobahn 1 ist Nettersheim. Über den 7 km von Pesch entfernten Bahnhof Nettersheim ist der Ort an die Eifelstrecke Köln-Trier angeschlossen.
Die VRS-Buslinie 821 der RVK verbindet den Ort mit Nettersheim und Bad Münstereifel, überwiegend als TaxiBusPlus im Bedarfsverkehr.
| Linie | Verlauf |
| ----- | --- |
| 821   | MiKE (außer im Schülerverkehr): Bad Münstereifel Bf – Bad Münstereifel Eifelbad – Nöthen – Gilsdorf – Pesch – Zingsheim – Nettersheim Bf |

## Geschichte
Zahlreiche Funde, die zu Beginn des 20. Jahrhunderts in und um Pesch gemacht wurden, belegen eine römerzeitliche Besiedlung der Gemarkung Pesch, dazu gehören auch Brand- und Körperbestattungsgräber nördlich des Ortes. Außerdem gab es Gebäude und Gräber im Wespeltal und in Unterpesch, sowie einen spätrömischen Münzfund, der allerdings nicht mehr erhalten ist.
Eine große Bedeutung unter den Altertumsdenkmälern kommt dem sogenannten Heidentempel zu, einem römischen Heiligtum der Matronae Vacallinehae, das zwischen 1913 und 1918 in der Flur „Auf dem Addig“ ergraben wurde.
Zum ersten Mal wird der Ort als „bessyhc“ im Prümer Urbar erwähnt. Daraus geht hervor, dass die Abtei Prüm schon 893 Güter in Pesch besaß.
Im 13. Jahrhundert war Pesch ein Lehnsgut der Grafen von Jülich, die es den Herren von Kerpen übertrugen.
Am 1. Juli 1969 wurde Pesch nach Nettersheim eingemeindet.

## Pfarrkirche

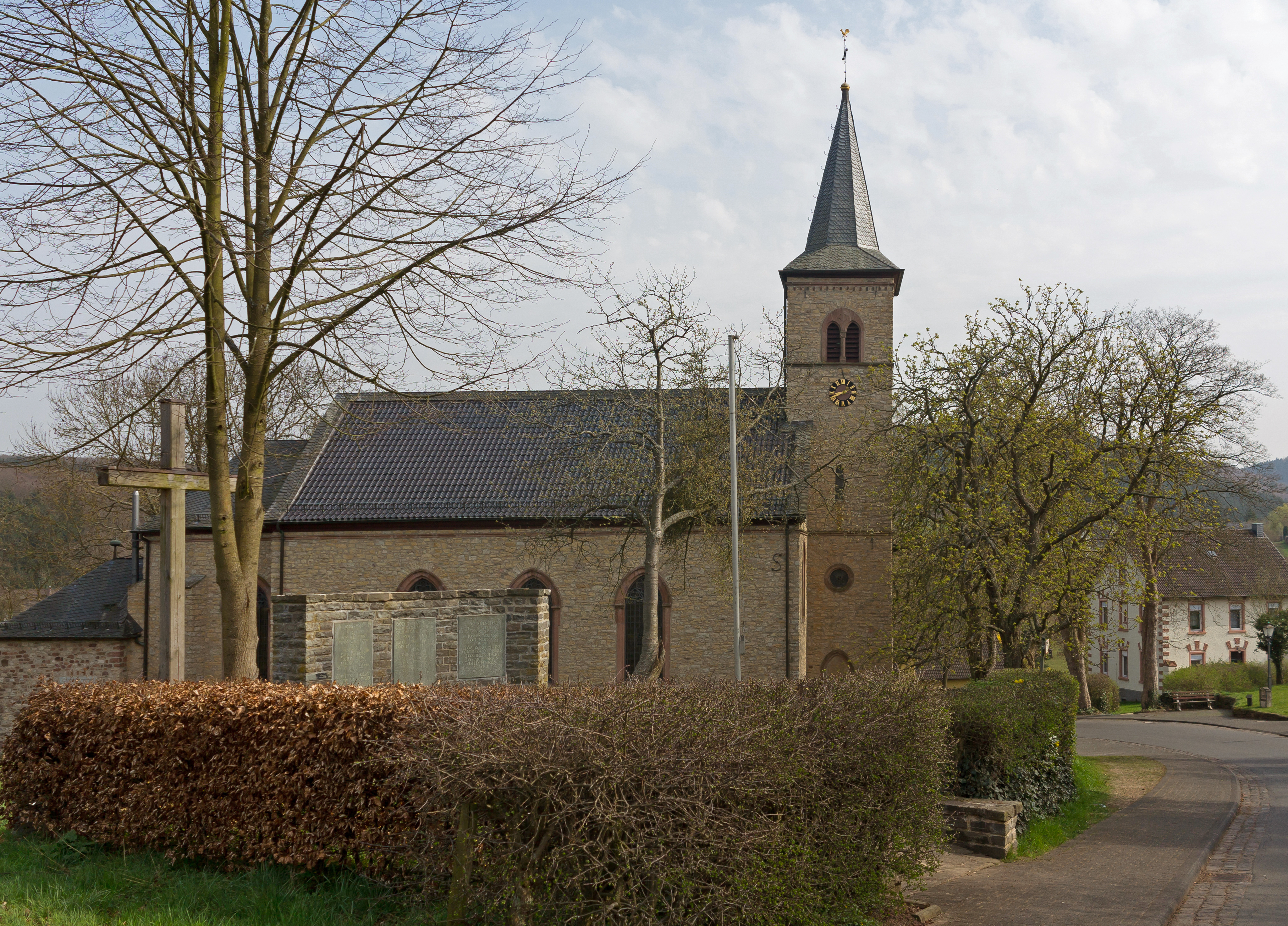
Pesch, Kirche Sankt Cäcilia

Auf dem Friedhof bestand wahrscheinlich schon 1498 eine Kapelle.
Die Kapelle wird allerdings erst 1698 erwähnt. Pesch wurde im Jahre 1794 selbständige Pfarre und löste sich damit von der Pfarre St. Peter Zingsheim ab, zu der die Kapellengemeinde bis dahin gehörte.
Die alte Kapelle auf dem Friedhof wurde abgebrochen, nachdem man aufgrund ihres schlechten Zustands am Anfang des 19. Jahrhunderts beschlossen hatte, eine neue Pfarrkirche zu bauen. Im Jahre 1846 wurde die neugotische katholische Kirche St. Cäcilia fertiggestellt. Die Kirche ist ein Bruchsteinsaalbau und hat drei Fensterachsen, eine an den Chor im Osten angebaute Sakristei und einen Westturm. Sie hat 95 Sitz- und 70 Stehplätze.

## Kultur
Das kulturelle Leben in Pesch wird von teils traditionsreichen Vereinen gestaltet. Dazu zählen u. a. der Sportverein SpVg Germania Pesch-Harzheim, der Gesangverein St. Cäcilia und die Musikkapelle Heimat-Echo, sowie die Freiwillige Feuerwehr der Gemeinde Nettersheim, Löschgruppe Pesch.
Besondere Dorffeste, die bereits seit vielen Jahrzehnten Bestand haben und auch heute noch groß gefeiert werden, sind die Kirmes (Kirchweihfest), das Sportfest und das Entenrennen in einer abgespeckten Form.
Früher wurde das Entenrennen im Wespelbach durchgeführt, seit 2013 wird es in einem Becken ausgetragen, um dem Landschaftsschutz und Artenschutz gerecht zu werden.

## Sehenswürdigkeiten
Folgende Sehenswürdigkeiten gibt es im und um den Ort:
- Die Katholische Pfarrkirche St. Cäcilia,
- das Wohnhaus und die Grabstätte des Dichters Jakob Kneip,
- der Tempelbezirk Pesch.